# شرکت پست اسرائیل
شرکت پست اسرائیل (عبری: דואר ישראל‎، آوانگاری: Do'ar Yisra'el) شرکت پست اسرائیلی است، که در سال ۱۹۴۸ تأسیس شد.